# Galeodes setipes
Galeodes setipes är en spindeldjursart som beskrevs av J. Birula 1905. Galeodes setipes ingår i släktet Galeodes och familjen Galeodidae. Inga underarter finns listade i Catalogue of Life.